# Мослер, Генри
Генри Мослер (англ. Henry Mosler; 6 июня 1841, Прусская Силезия — 21 апреля 1920, Нью-Йорк) — американский художник-жанрист.

## Биография

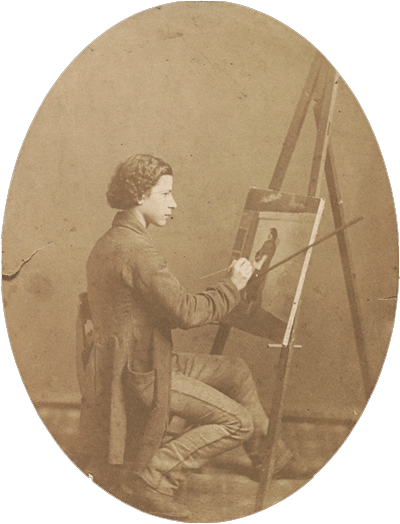
Генри Мослер в 1860 году

Генрих Мослер родился в 1841 году в Прусской Силезии в еврейской семье. В 1849 году, вскоре после подавления революционного движения в Германии, его отец, литограф Густав Мослер (1816–1874) перевёз семью в Соединённые Штаты, где занялся торговлей табаком.
Восьмилетний Генри, как его теперь называли, рано проявил интерес к искусству. Он учился у двух второстепенных живописцев, сперва в Цинциннати (штат Огайо), а затем в Нью-Йорке.
В 1861—63 годах принимал участие в Гражданской войне на стороне северян, в качестве фронтового корреспондента-иллюстратора журнала «Harper’s Weekly», в обязанности которого входило отправлять в редакцию сделанные с натуры зарисовки с театра военных действий. Помимо не менее, чем 30 рисунков, Мослер в этот период выполнил портреты нескольких военачальников-северян.
В 1863 году Мослер отправился в Германию, где вплоть до 1866 года учился в Дюссельдорфской академии художеств у Генриха Мюке и Альберта Киндлера. После этого продолжил свое художественное образование в Париже, где в течение шести месяцев являлся учеником художника-академиста Эрнеста Эбера.
После возвращения в США (1867), Мослер поселился в Цинциннати, где стал одним из основателей городской Ассоциации художников, а в 1869 году женился на Саре Кан (1849–1903), еврейке, уроженке Баварии. Проведя в Америке несколько лет, Мослер вновь отправился в Европу: сперва в Париж (1874), а затем в Мюнхен (1876), где учился в Баварской академии художеств под руководством Александра Вагнера и Карла Теодора фон Пилоти.
В 1877 году он вновь поселился во Франции, где приобрёл определённую известность: полотно Мослера «Возвращение блудного сына» стала первой работой американского живописца, купленной для картинной галереи в Люксембургском дворце в Париже. 
Генри Мослер скончался в 1920 году в Нью-Йорке. Его сын, Густав Генри Мослер (1875–1906), также был художником-жанристом, работы которого часто путают с работами отца. 
Сегодня работы Генри Мослера хранятся в собраниях многих музеев Америки.

## Галерея

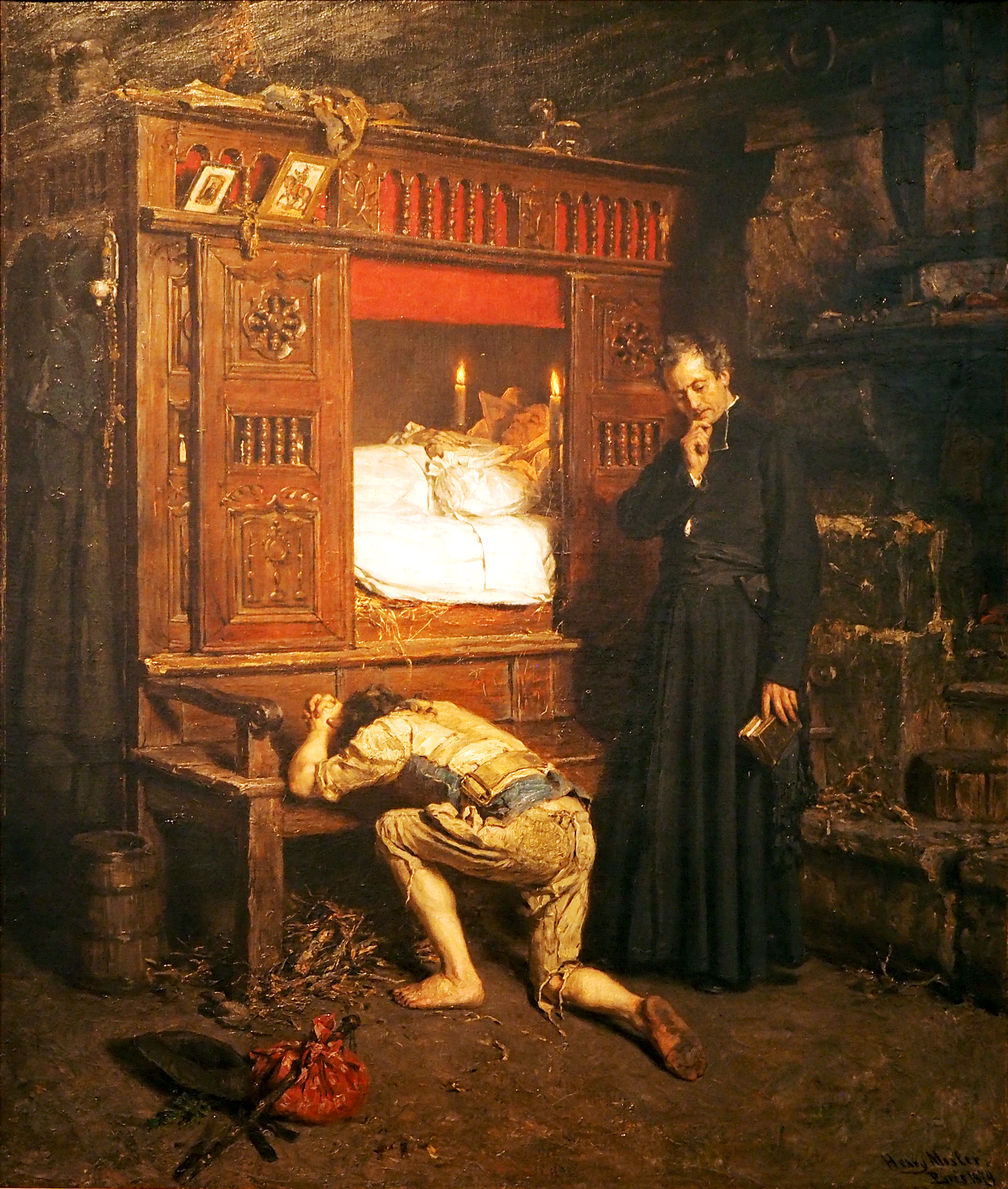
Возвращение блудного сына (см. также коробка-кровать)
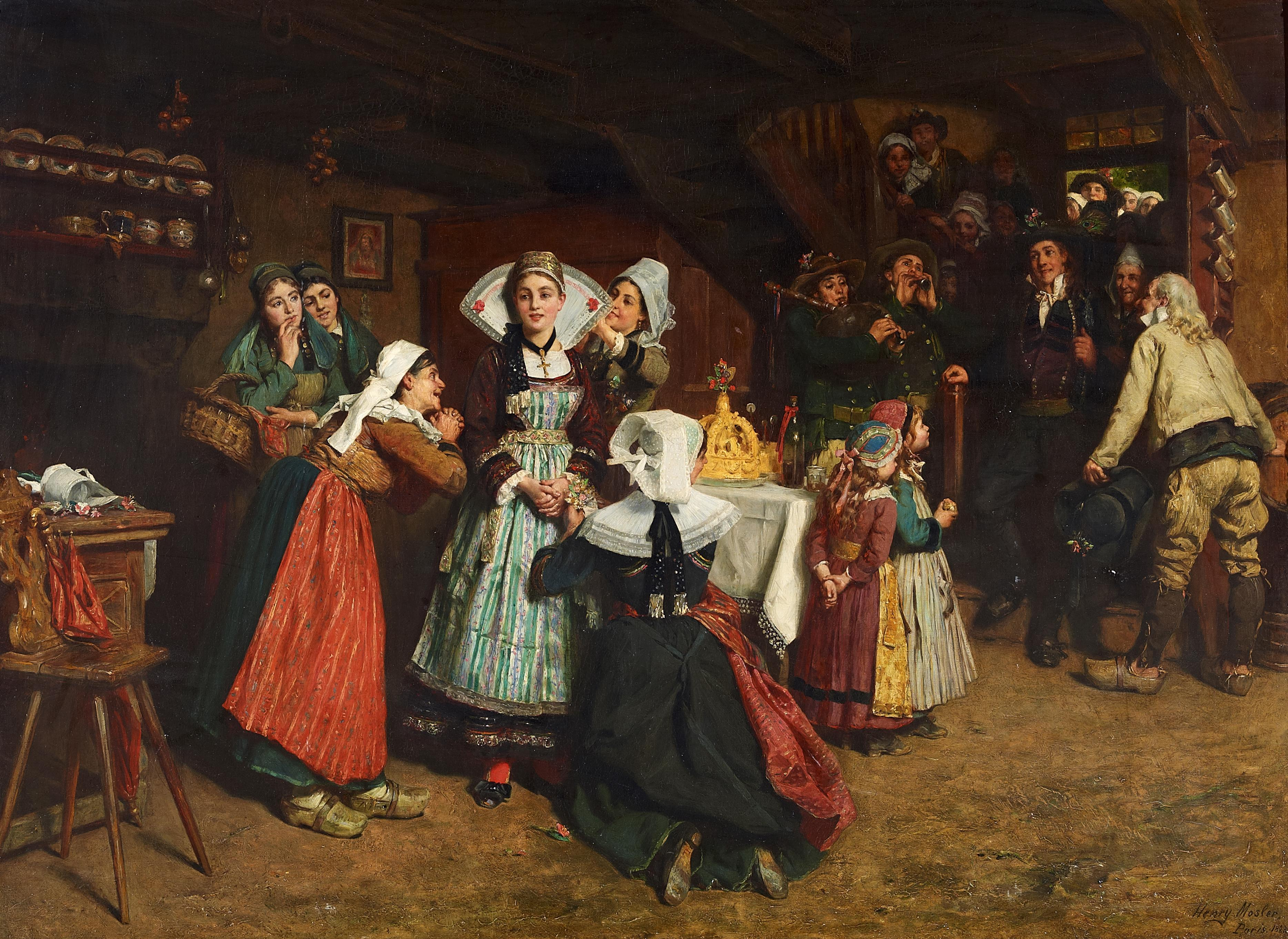
Невеста перед свадьбой
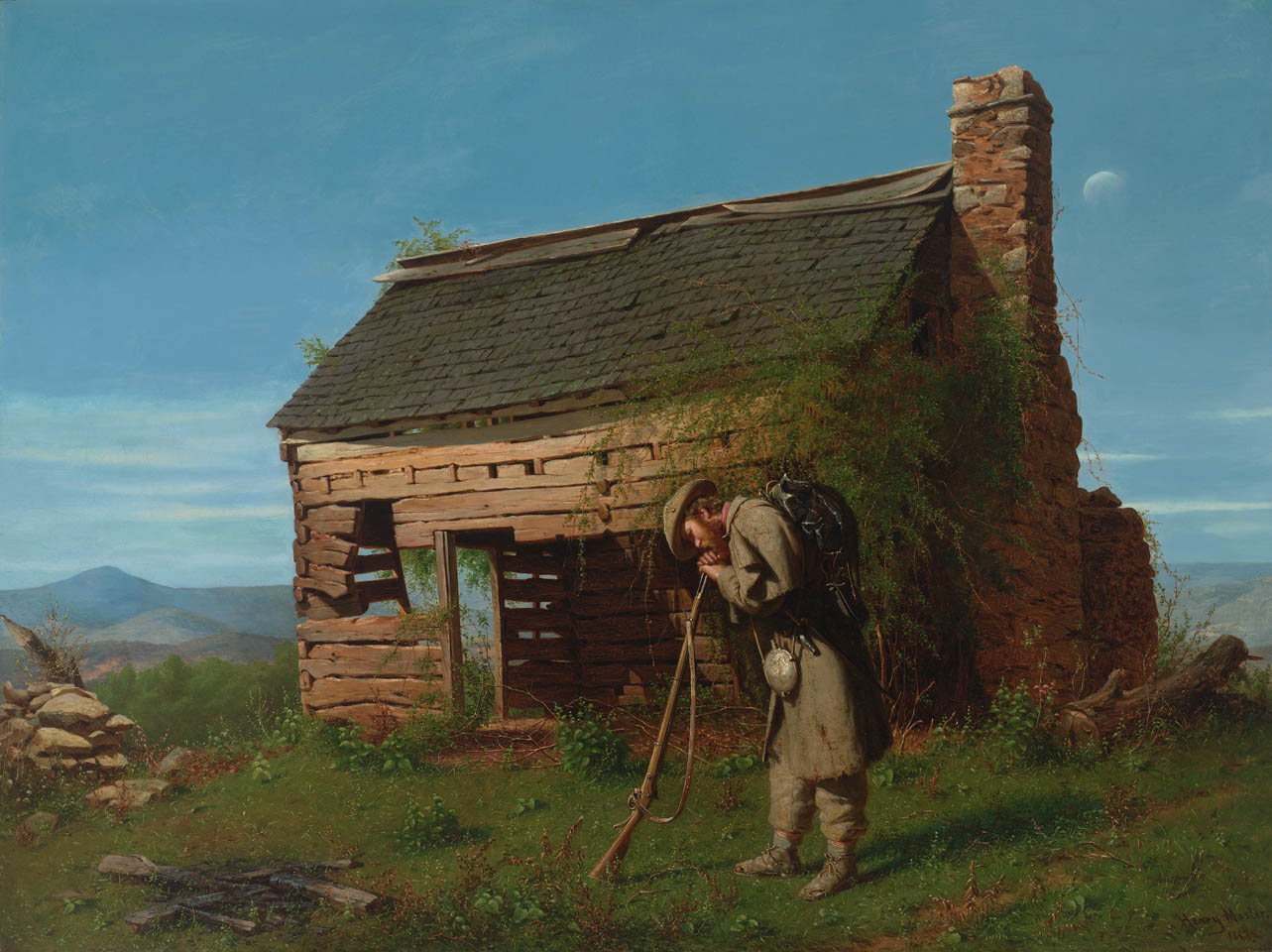
Проигранное дело Конфедерации
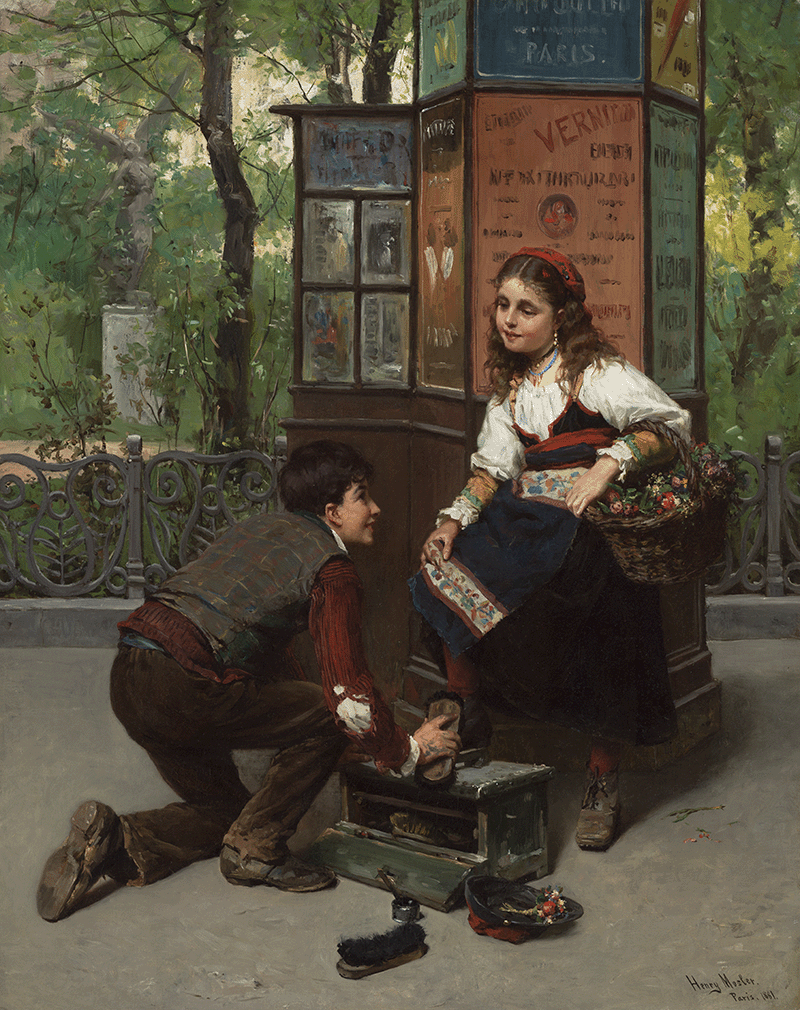
Чистильщик обуви
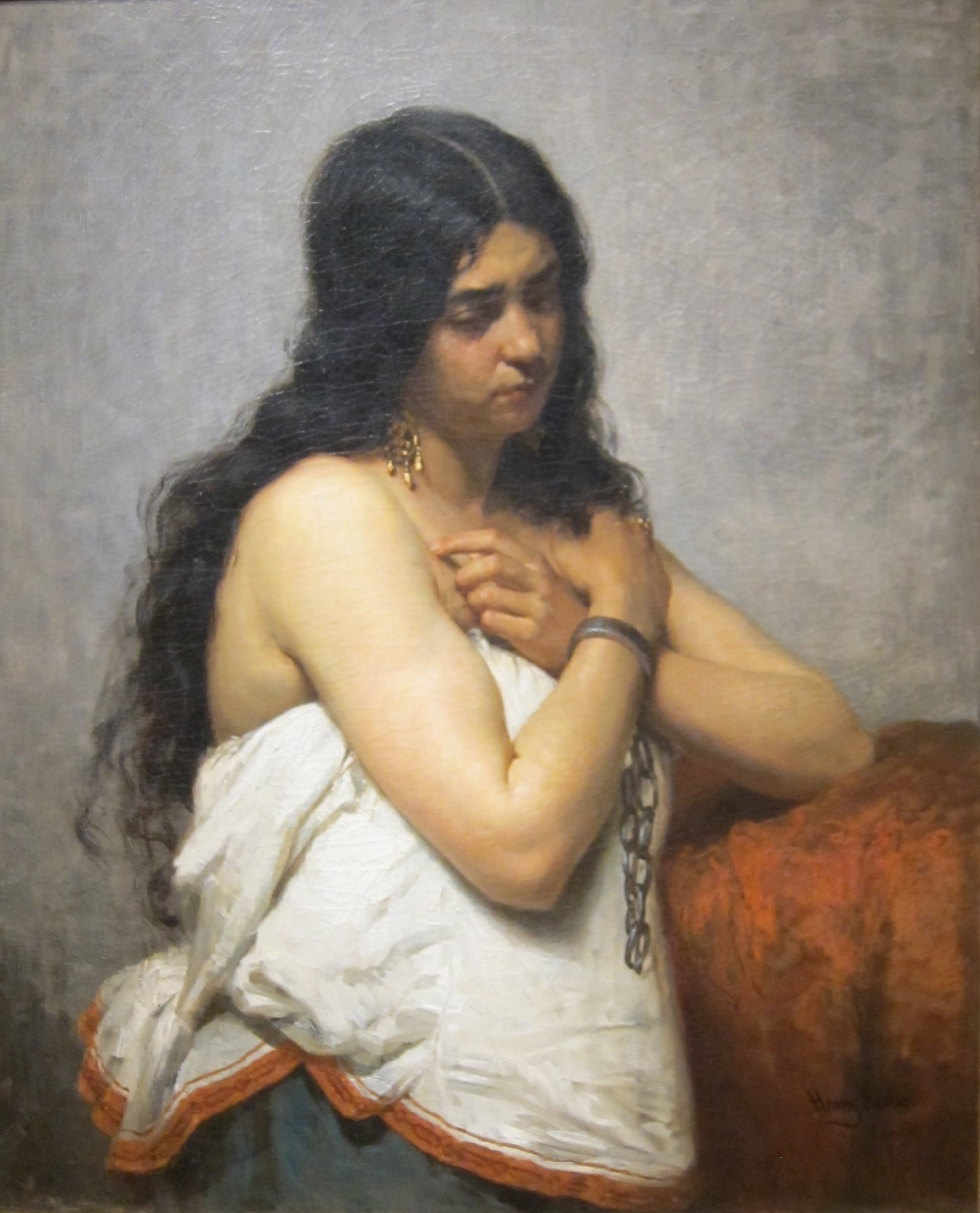
Квартеронка
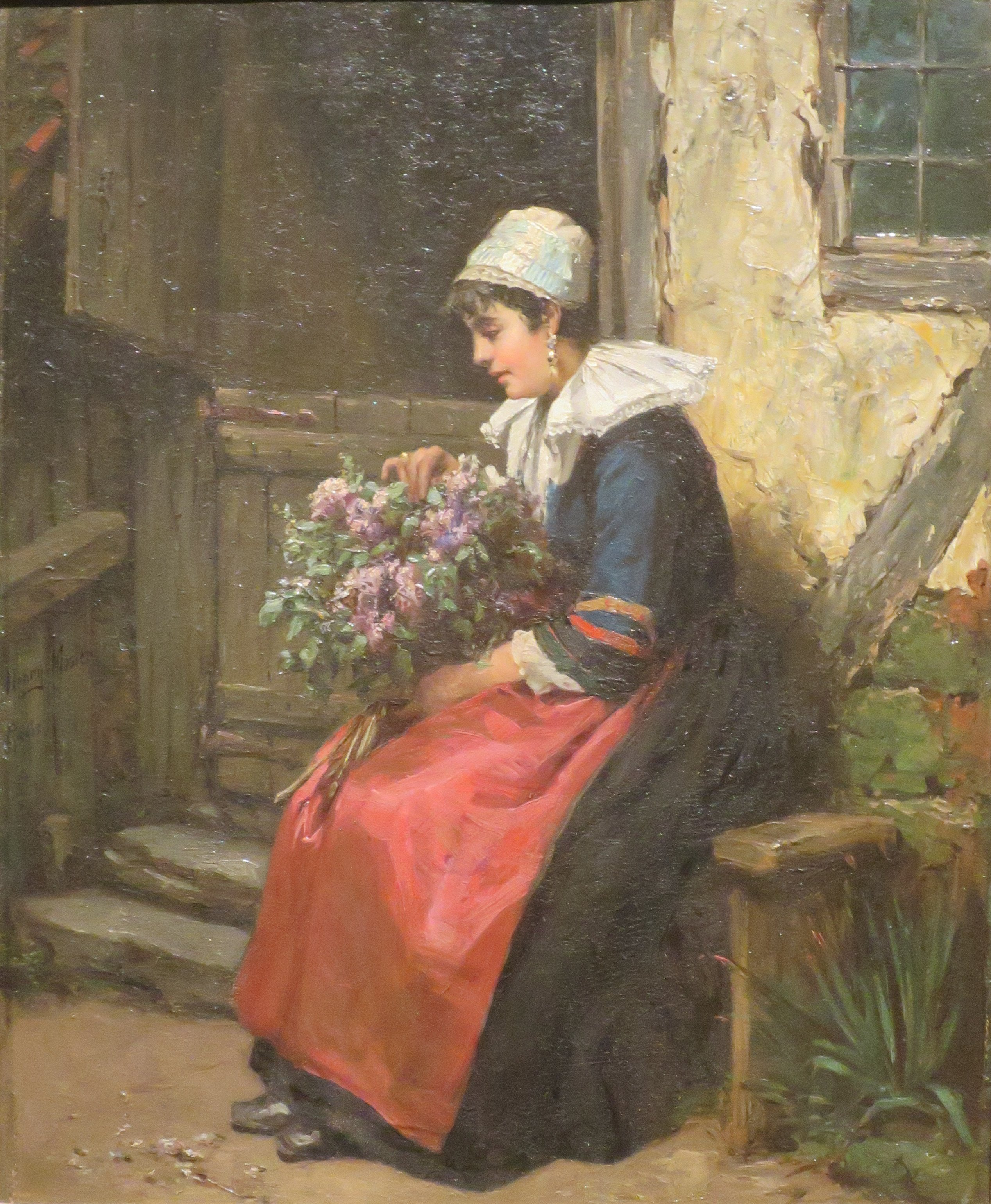
Красавица
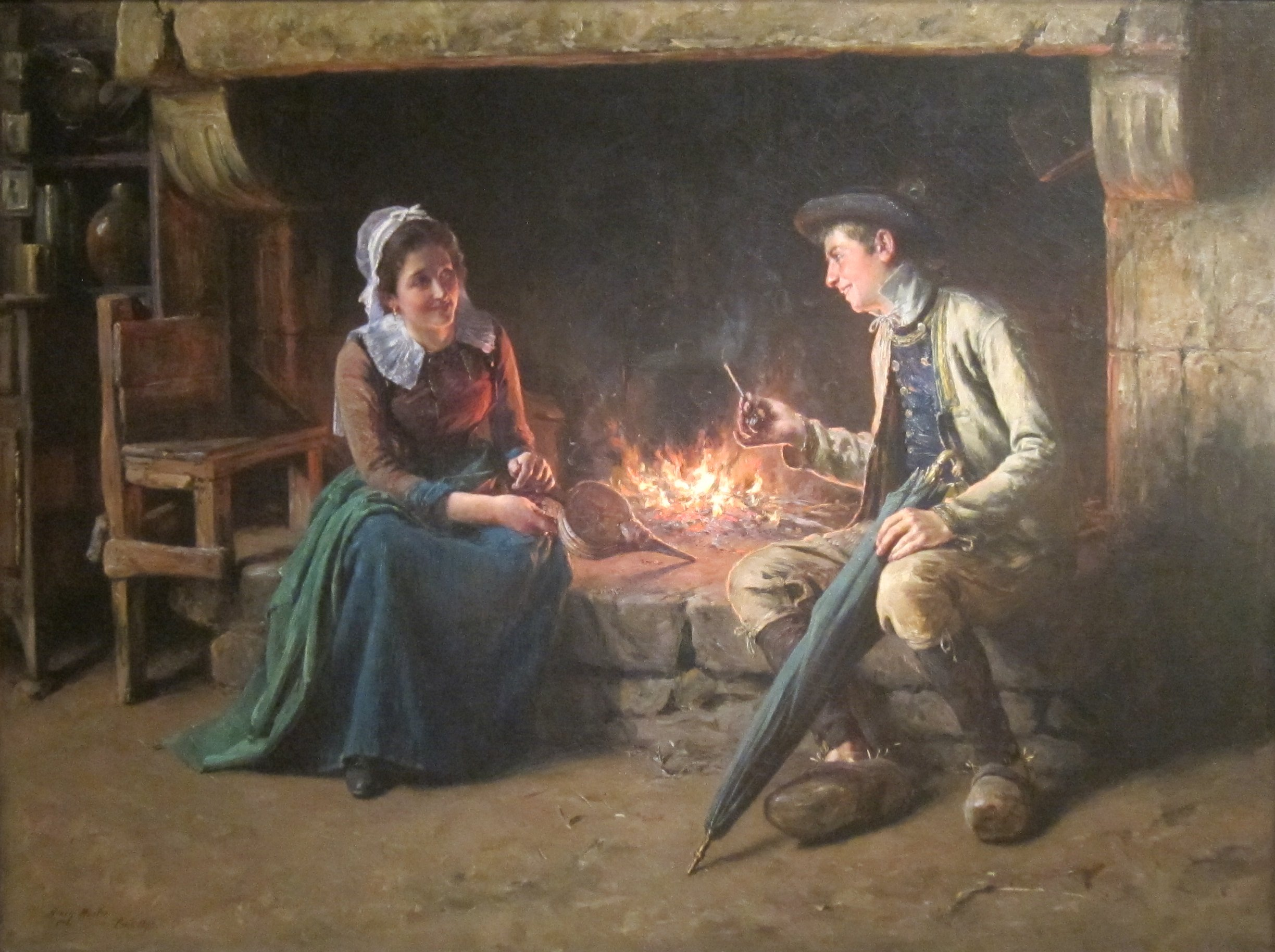
У камина
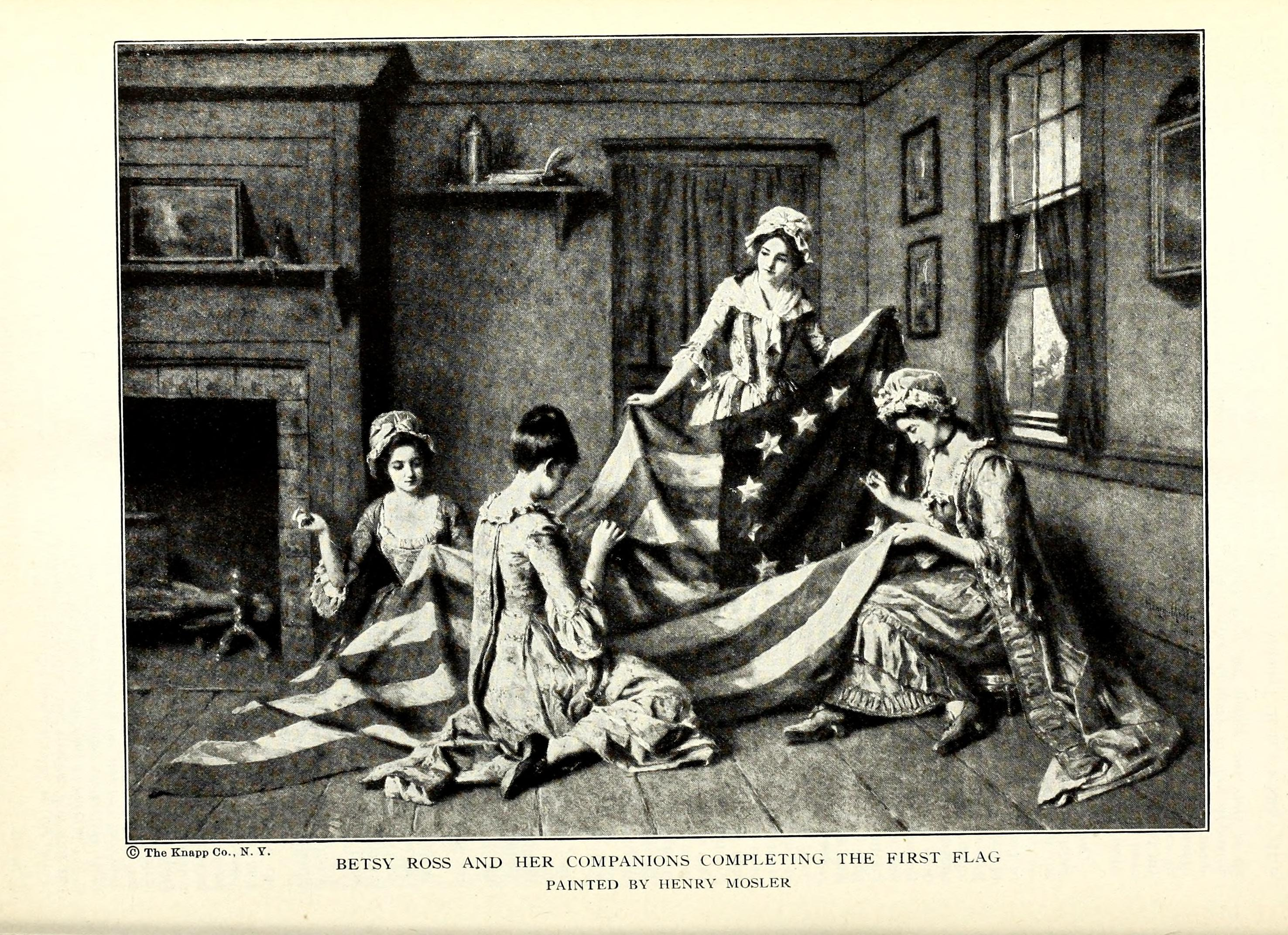
Бетси Росс